# Yui Ōhashi
Pour les articles homonymes, voir Ōhashi.
Yui Ōhashi (大橋 悠依, Ōhashi Yui), née le 18 octobre 1995 à Hikone, est une nageuse japonaise, spécialiste de quatre nages.
Elle remporte la médaille d'argent sur 200 m quatre nages lors des championnats du monde 2017 à Budapest.
Aux Jeux olympiques de Tokyo en 2021, elle parvient à décrocher deux médailles d'or dans les épreuves de 200 m quatre nages et 400 m quatre nages.